# Louise Espinasse-Mongenet
Louise Espinasse-Mongenet, née le 8 mars 1871 à Chambéry et décédée le 23 janvier 1956 à Toulouse, est une femme de lettres et traductrice française. Elle est surtout connue pour ses traductions des œuvres de Dante Alighieri et ses contributions à la littérature française, ainsi que pour ses collaborations avec des compositeurs français. Elle est également l'épouse de Raymond Espinasse, avocat toulousain et écrivain sous le pseudonyme de Pierre de Cardonne.

## Biographie
Louise Jeanne Marie Mongenet naît le 8 mars 1871 à Chambéry, dans une famille très cultivée. Elle est la fille de Louis Joseph Balthazar Mongenet, avocat à Turin et chevalier de l'ordre de la couronne d'Italie et de Marie Charlotte Jacquemoud, dont le parrain de baptême est Charles Dupasquier. Son grand-père paternel, Baldassare Mongenet de Ranaucourt est un important industriel et homme politique italien ; son grand-père maternel, Louis Gaspard Jacquemoud, substitut de l'avocat général militaire de l'armée italienne, chevalier de l'ordre des saints Maurice et Lazare, officier de la couronne d'Italie, est fait baron par S.M. le roi d'Italie en 1864.
Louise Mongenet grandit aux côtés de son frère aîné, Louis La famille est marquée par un milieu intellectuel et juridique, baignant dans une double culture française et italienne.
Le 10 mai 1897, Louise Mongenet épouse Raymond Espinasse, avocat toulousain et écrivain, connu sous le nom de plume Pierre de Cardonne. Ensemble, ils s'installent à Toulouse à l'Hôtel Segla au 8 rue du Coq-d'Inde à Toulouse. En 1898, Louise donne naissance à leur fils, Louis Jean Marie Raymond Espinasse, qui deviendra premier Président de la Cour d'appel de Toulouseet chevalier de la légion d'honneur.
Grande sportive, elle est un membre actif du Club Alpin Français, et sera présidente d'honneur du Ski Club des Pyrénées centrales dès 1907,.Elle fixera le souvenir de Trois jours à ski dans les Pyrénées - de la vallée de Campan à la vallée d'Aure par le col d'Aspin - dans un texte publié dans La Montagne du 20 avril 1909.Dans les Alpes, qu'elle parcourt, accompagnée de son mari, elle réalise des excursions remarquables, comme en 1909, l'ascension de la Grande Casse par l'arête nord, déjà réalisée par deux femmes seulement,.
En 1901, c'est sous le pseudonyme de Jean Maus qu'elle publie son premier ouvrage : A la louange de la mer et de l'amour, un ouvrage dédié à Émile Pouvillon.
En 1905, Louise Espinasse-Mongenet publie aux éditions Hachette, sa première traduction de l'italien au français : Le mont Cervin de son cousin germain Guido Rey, avec un avant-propos d' Émile Pouvillon et une préface d' E. de Amicis. Elle aura, au préalable, effectué elle-même l'ascension du Cervin.
En 1906, la Revue des Deux Mondes publie une première version de La vie finissante, roman qui sera publié en 1907 dans son intégralité aux éditions Perrin, et qui sera commenté comme « un extraordinaire poème gascon », « une peinture de nos mœurs gasconnes », « notre vallée de la Save, notre gascogne toulousaine y revit [...] à la façon de Mistral ».
Elle écrit aussi des poèmes pour des compositions musicales : en 1910, elle collabore avec Déodat de Séverac qui compose Chanson de la nuit durable, sur un poème de Louise Espinasse-Mongenet. Elle re-itère le même exercice en 1926, avec le compositeur Joseph Canteloube pour la Ballade familière du grillon captif  dont elle écrit les vers.
En 1911, elle publie un second roman, La leçon des jours, histoire particulière d'une jeune femme, qualifié « d'une psychologie subtile et émouvante ». Petit à petit, elle acquiert une place de choix dans le mouvement contemporain.
Dans sa maison toulousaine, elle reçoit l'élite toulousaine et des personnalités comme Émile Pouvillon, bien sur, mais aussi Francis Jammes, Marc Lafargues, Henri Bordeaux, Pol Neveux, Pierre de Gorsse, Joseph Rozès de Brousse, ou les peintres Pierre Laprade et Paul Bernadot. C'est Charles Mauras qui l'encourage à se consacrer à la traduction de Dante, ce qu'elle fit pendant quarante ans, publiant dès 1912 L'enfer, qui reçoit un grand succès, ,et pour lequel le prix Langlois lui est décerné en 1913. Elle se dit « touchée par la grâce de Dante », et n'aura de cesse de traduire ses écrits, traductions pour lesquelles elle recevra une seconde fois le prix Langlois en 1933, pour le Purgatoire, ainsi que le Prix Antoine Girard en 1954 et plus tard, en 1955, la médaille d'or de la Dante Alighieri, qui lui sera remise par l'ambassadeur d'Italie, Pietro Quaroni.
En 1930, La Revue des deux mondes la place parmi « les romancières et poétesses à la mode, au coté de Mmes de Noailles, de Regnier, Mathilde Serao et Claude Ferval,(...) entre autres » .
Louise Espinasse-Mongenet décède le 23 janvier 1956 à Toulouse, à l'âge de 84 ans.
C'est seulement 9 ans après sa mort, en 1965, que sera publiée sa traduction de l'intégrale de la Divine Comédie.
A Toulouse, une rue porte son nom et, en 2005, la revue toulousaine l'Auta publie 100 noms des toulousains de Toulouse les plus influents des 100 ans écoulés, parmi lesquels : Louise Espinasse-Mongenet.
En 2025, elle est mise à l'honneur dans le village de Laymont, où l'école porte désormais son nom. L'association Laymont Patrimoine et Transmission édite le roman La vie finissante, 1900 - Regard d'une femme sur un village du Savès, ré-édition augmentée des recherches historiques réalisées autour de l'ouvrage.

## Distinctions
Louise Espinasse-Mongenet a reçu plusieurs distinctions littéraires notables, dont :
- 1913 : Prix Langlois[35]pour l’Enfer, de Dante Alighieri [32];
- 1933 : Prix Langlois[35] pour Le Purgatoire[43],[44] de Dante Alighieri [36];
- 1954 : Prix Antoine Girard[35];
- 1955 : Médaille d’or de la « Dante Alighieri »[37];
- En 2005, la revue l'Auta cite Louise Espinasse-Mongenet parmi les 100 noms des toulousains de Toulouse les plus influents entre 1904 et 2004[40].

### Romans et traductions
Louise Espinasse-Mongenet est l'auteur de deux romans et la traductrice de nombreuses œuvres classiques, en particulier des œuvres de Dante Alighieri.
- 1901 : A la louange de la mer et de l'amour[17], publié sous le pseudonyme de Jean Maus aux Éditions P. Ollendorff à Paris[18].
- 1905 : Le Mont Cervin de Guido Rey, traduit par Louise Espinasse-Mongenet, aux Éditions Hachette à Paris[20].
- 1907 : La Vie finissante[23], Librairie académique Perrin et Cie[25],[45].
- 1911 : La Leçon des jours, histoire particulière d'une jeune femme[28], Librairie Perrin et Cie[24].
- 1912 : Inferno (1472)[32] de Dante Alighieri, traduction de la première partie de La Divine Comédie, avec une préface de Charles Mauras[33],[34].
- 1921 : Méditation sur la vie de Dante Alighieri et l'amitié, publié dans la Revue de la semaine[46].
- 1926 : Guirlande de neuf leçons sur douze sonnets (traduction de Dante), aux Éditions Feuilles au vent[47].
- 1932 : Purgatorio (1472)[43],[44]de Dante Alighieri, traduction de la deuxième partie de La Divine Comédie, aux Éditions Firmin-Didot & Cie[36].
- 1965 : La divina commedia (1307) de Dante Alighieri, traduction complète, avec     Louise Espinasse-Mongenet en tant que traductrice[39].

### Œuvres Musicales
- 1910 : Chanson de la nuit durable de Déodat de Séverac, avec Louise Espinasse-Mongenet comme auteure du poème[26].
- 1926 : Ballade familière du grillon captif pour piano et voix de Joseph Canteloube, avec Louise Espinasse-Mongenet comme auteure du texte[27].

### Poèmes & Nouvelles
- 1909 - Trois jours à ski dans les Pyrénées - de la vallée de Campan à la vallée d'Aure par le col d'Aspin, récit paru dans la La Montagne, revue du Club alpin français[14] ;
- 1909 - Ballade triste de Noël, poème paru dans la Revue hebdomadaire[48] ;
- 1911 - Noël, récit paru dans la Revue hebdomadaire[49] ;
- 1914 - Impressions toulousaines, poème paru dans le Recueil de l'Académie des jeux floraux[50] ;
- 1942 - Ma croix de Saint-Colomban-des-Villards, paru dans la Revue de Savoie[51] ;